# Internet Download Manager
Internet Download Manager (souvent abrégé en IDM ou IDMan) est un logiciel shareware de téléchargement pour le système d’exploitation Microsoft Windows développé par l’entreprise Tonec Inc.

## Options
Il permet de télécharger des fichiers de site Web (Http ou Ftp) d’une manière plus efficace et pratique qu’avec un navigateur Web notamment en optimisant la vitesse de téléchargement. IDM divise les fichiers à télécharger en plusieurs segments afin d’augmenter la vitesse de téléchargement. Il est classé parmi les meilleurs logiciels de téléchargement.
Internet Download Manager possède de nombreuses options (réglage de la vitesse de téléchargement, gestion par onglet, programmeur, possibilité de télécharger tout ou une partie du contenu d'un site, planification,  limiter la vitesse de téléchargement, etc).
Il propose une fonction semi-automatique de capture des fichiers audio et vidéo présents sur un site Web. 
Il intègre le support des protocoles Http,  Https, Ftp, MMS, etc.
IDM fonctionne avec la majorité des navigateurs web : Internet Explorer, Opera, Apple Safari, Google Chrome, Mozilla Firefox , et Microsoft Edge